# Place Flagey

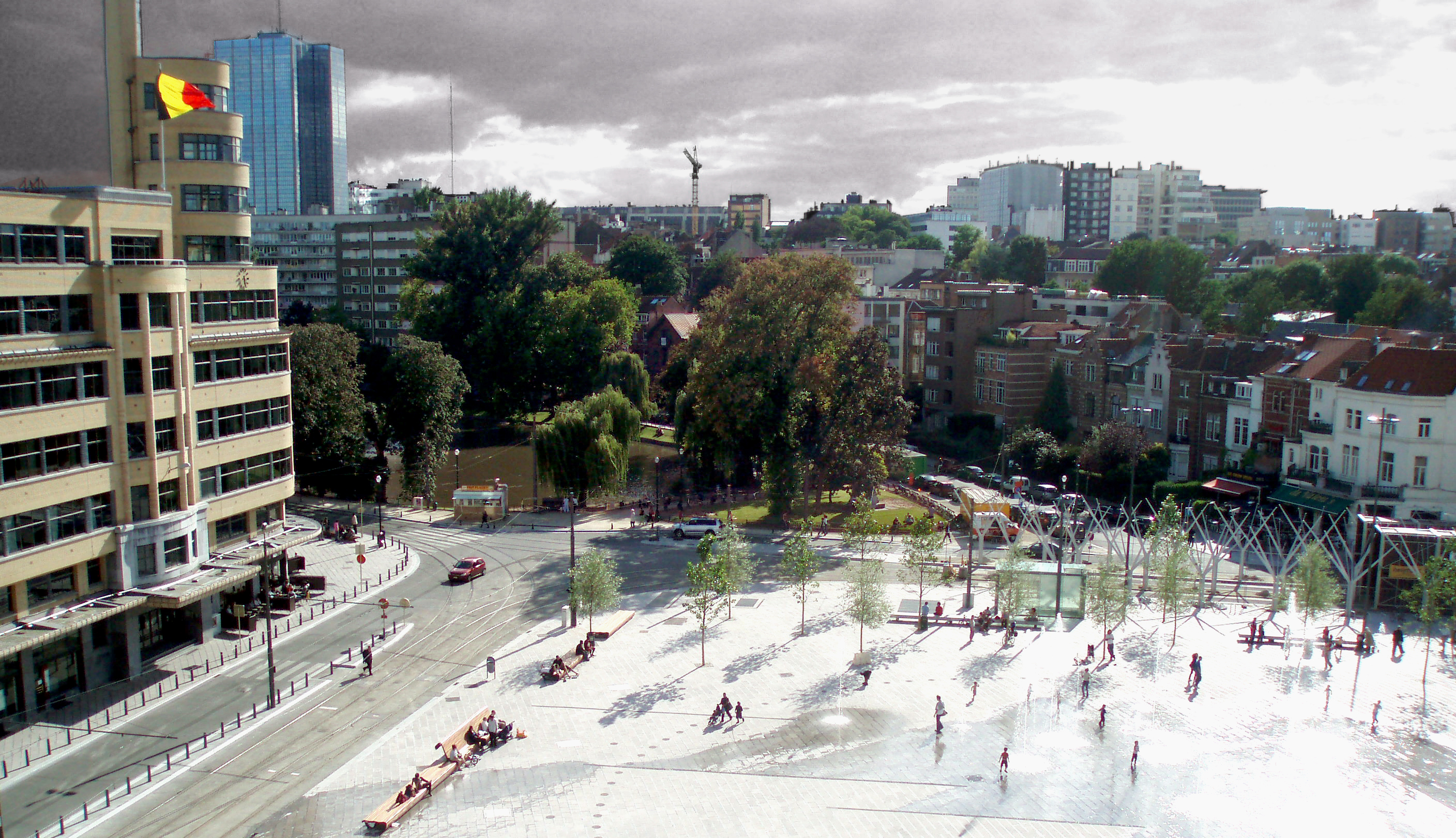
Piazza Flagey

La Place Flagey, situata al centro del comune di Ixelles, con i suoi 9.000 m² è la più grande piazza di Bruxelles. Prende il suo nome da Eugène Flagey, avvocato, deputato e primo magistrato/borgomastro d'Ixelles dal 1936 al 1956 (come per altro Emile Duray, Armand Huysman, Raymond Blyckaerts, Adolphe Buyl, Fernand Cocq).
L'attuale Place Flagey era precedentemente chiamata 'Place Sainte-Croix (limitatamente oggi allo spiazzo della Chiesa ed alle prossimità dello stagno) che faceva riferimento all'Ospizio della Sainte-Croix situato, come la sua cappella alla fine dell'attuale Rue de Vergnies, e dove i facchini che arrivavano dalla Forêt de Soignes a Bruxelles potevano riposarsi e consumare la colazione prima di affrontare la forte pendenza della Chaussée d'Ixelles.

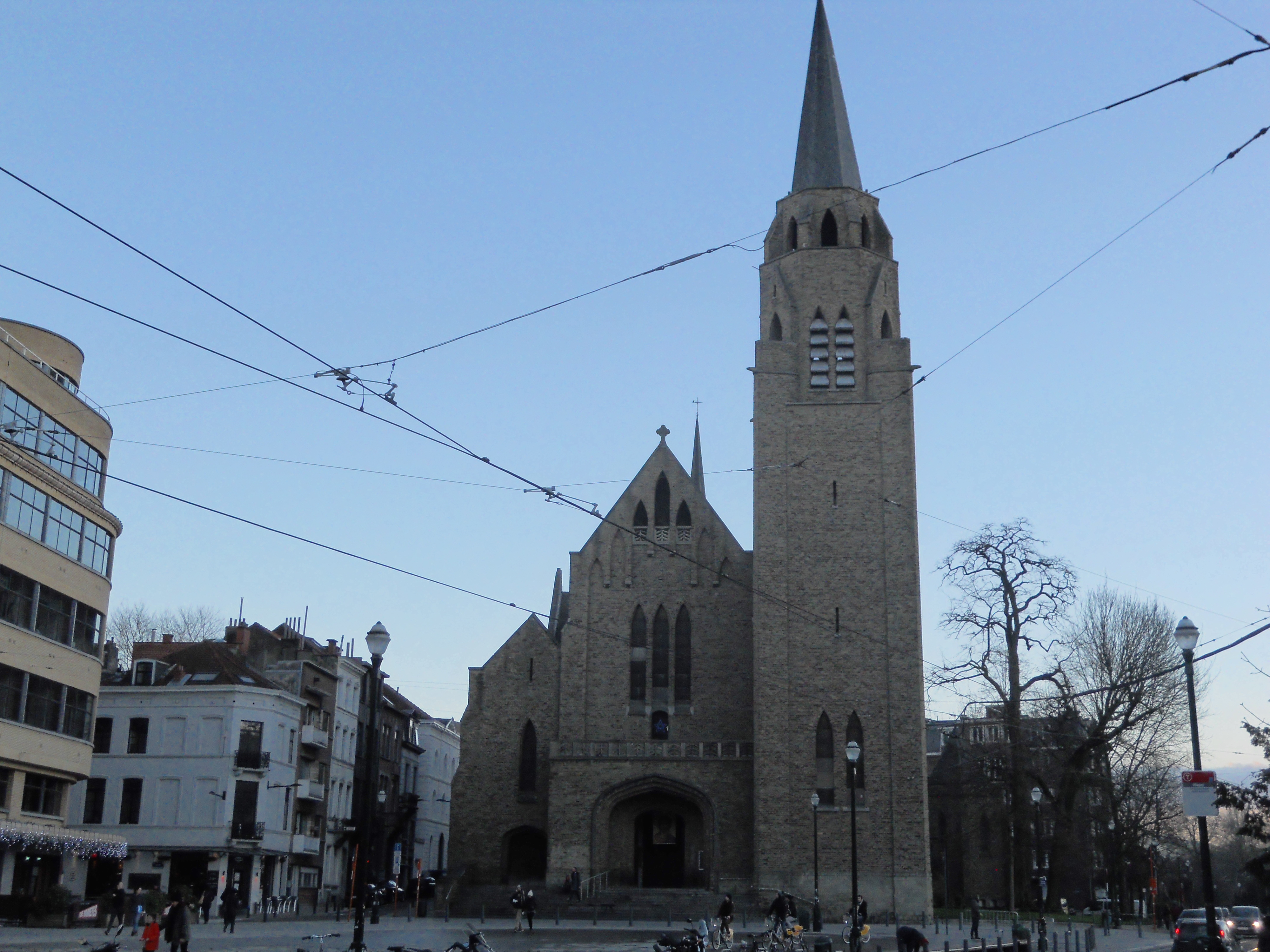
Chiesa di Sainte Croix sulla piazza

Negli anni trenta vi sono stati costruiti diversi immobili uniformi nell'ingombro e nei materiali. Un lato della piazza è occupato da condomini con esercizi commerciali al piano terra. Per esempio la Victory House, edificio di edilizia popolare, chiamato anche Le Foyer Ixellois. Il nome di Victory House viene dal fatto che le truppe alleate lo riconquistarono nel 1945. La piazza servì in numerose occasioni per l'ascensione di aerostati.
Davanti alla Maison de la Radio, la catena della grande distribuzione Delhaize aprì nel 1956 il primo supermercato self-service d'Europa, tuttora presente.
Dopo alcuni decenni di continui lavori, la nuova Place Flagey è stata inaugurata ufficialmente il sabato 5 luglio 2008.
Al centro dell'aiuola che funge da isola pedonale è stato collocato un busto dedicato al poeta portoghese Fernando Pessoa.